# Resnik (Sokobanja)
Pour les articles homonymes, voir Resnik.
Resnik (en serbe cyrillique : Ресник) est un village de Serbie situé dans la municipalité de Sokobanja, district de Zaječar. Au recensement de 2011, il comptait 713 habitants.

## Démographie

### Évolution historique de la population
| 1948  | 1953  | 1961  | 1971  | 1981  | 1991  | 2002 | 2011 |
| ----- | ----- | ----- | ----- | ----- | ----- | ---- | ---- |
| 1 358 | 1 422 | 1 368 | 1 298 | 1 160 | 1 050 | 857  | 713  |

|  |